# Jemal Tassew
Jemal Tassew (en amharique : ጀማል ጣሰው ቡሽራ), né le 27 avril 1989, est un footballeur international éthiopien qui joue au poste de gardien de but à Adama City.

## Biographie
Il commence en équipe nationale lors de la Coupe CECAFA des nations 2010. Puis il participe aux éliminatoires de la CAN 2013 face au Soudan et contre le Niger en match amical.
En janvier 2013, il fait partie des 23 joueurs sélectionnés pour participer à la phase finale de la Coupe d'Afrique des nations 2013.
Il dispute ensuite la Coupe d'Afrique des nations 2021 qui se déroule au Cameroun.

## Palmarès

### En club
| - Dedebit FC - Championnat d'Éthiopie : - Deuxième place : 2012. |

### Distinction personnelle
- Élu joueur de l'année du championnat d'Éthiopie en 2009-10[3].